# Schlacht bei Nikiou
Al-Hira – Jarmuk – Kadesia – Heliopolis – Nehawend – Konstantinopel I – Konstantinopel II – Talas
Frühe Schlachten
Mu'ta – Tabūk – Dathin – Firaz
Arabische Eroberung der Levante
Qartin – Bosra – Adschnadain – Mardsch ar-Rahit – Fahl – Damaskus – Mardsch ad-Dibadsch – Emesa – Jarmuk – Jerusalem – Hazir – Aleppo
Arabische Eroberung Ägyptens 
Heliopolis – Alexandria – Nikiou
Umayyadische Eroberung Nordafrikas
Sufetula – Vescera – Karthago
Umayyadidische Invasion Anatoliens
 und Konstantinopels
Eiserne Brücke – Germanikeia – 1. Konstantinopel – Sebastopolis – Tyana – 2. Konstantinopel – Nikäa – Akroinon
Arabisch-byzantinischer Grenzkrieg
Kamacha – Kopidnadon – Krasos – Anzen und Amorion – Mauropotamos – Lalakaon – Bathys Ryax
Sizilien und Süditalien
1. Syrakus – 2. Syrakus – Feldzüge des Maniakes
Byzantinischer Gegenschlag
Marasch – Raban – Andrassos – Feldzüge des Nikephoros Phokas – Feldzüge des Johannes Tzimiskes – Orontes – Feldzüge Basileios’ II. – Azaz
Seeoperationen
Phoinix – Muslimische Eroberung Kretas – Thasos – Damiette – Thessalonike – Byzantinische Rückeroberung Kretas
Die Schlacht bei Nikiou (oder Nikiu) war eine Auseinandersetzung zwischen den arabischen Truppen unter 'ʿAmr ibn al-ʿĀs und dem Oströmischen Reich im Zuge der islamischen Expansion.

## Vorgeschichte
Nach dem Sieg in der Schlacht bei Heliopolis und der darauf folgenden Kapitulation von Alexandria im November 641, konnten arabische Truppen die römische Provinz Aegyptus vollständig besetzen. Die Berater des neuen oströmisch-byzantinischen Kaisers Konstans II., der noch ein Kind war, begannen nach seiner Inthronisierung umgehend mit der Vorbereitung der Rückeroberung der ehemaligen Provinzen. Dabei versuchten die Oströmer den Umstand auszunutzen, dass sich die Araber zunächst auf die Zerschlagung des Sassanidenreichs zu konzentrieren schienen. 645 landete der kaiserliche General Manuel in der Nähe von Alexandria und konnte die schwache Garnison der Araber aus der Stadt vertreiben.

## Die Schlacht
Nachdem 'Amr ibn al-'As vom Fall Alexandrias erfahren hatte, brach er umgehend mit einem starken Heer von Mekka nach Ägypten auf. Die beiden Armeen trafen sich auf zwei Drittel der Wegstrecke zwischen Alexandria und Fustat, in der Nähe des befestigten Ortes Nikiu (Nikiou). Nach langen und verlustreichen Kämpfen gelang es den Arabern, einen Kommandeur der Byzantiner zu erschlagen und die Armee Manuels zum Rückzug zu zwingen. Die Überreste der kaiserlichen Armee verschanzten sich in Alexandria, welches nun von den Arabern belagert wurde. Im Sommer 646 konnte Amr ibn al-A'as schließlich die Stadt einnehmen.

## Folgen
Mit dem nun endgültigen Verlust Ägyptens endete die seit 30 v. Chr. währende Herrschaft der römischen Kaiser über das Nilland. Erst 500 Jahre später versuchte Manuel I. noch einmal, Ägypten, ebenso erfolglos wie Konstans II., für Byzanz wieder zu gewinnen.